# Distretto di Kanker
Il distretto di Kanker è un distretto del Chhattisgarh, in India, di 651 333 abitanti. Il suo capoluogo è Kanker.